# Moïra
Moïra è un romanzo di Julien Green, pubblicato in Francia nel 1950. Uscì in Italia, nella traduzione di Giuseppe Ravegnani nel 1957 e fu riedito nel 1994. Il romanzo vinse nel 1951 il Prix littéraire de la Fondation Prince-Pierre-de-Monaco.
Il romanzo è stato tradotto in olandese, svedese, finlandese, giapponese, danese, portoghese, spagnolo, inglese, ceco, slovacco, oltre che in italiano.

## Trama
La vicenda è ambientata in Virginia, Stati Uniti, in un anno tra il 1919 e il 1922.
Il diciottenne Joseph Day, appena arrivato all'Università della Virginia da un villaggio rurale, prende alloggio da un'affittacamere. Subito inizia gli studi, ma non riesce a comprendere il mondo degli altri studenti. Immaturo e prigioniero di una mentalità a dir poco bigotta, il giovane non capisce neppure gli aiuti che gli vengono offerti da due compagni che si interessano al suo caso. Infatti, grazie a uno studente di nome Praileau, che gode di buona influenza tra i giovani, ed ha capito il potenziale di repressione che è in Joseph, quest'ultimo non viene in genere stuzzicato. E quando ciò accade, visto che Joseph non tollera le normali goliardate, avvengono da parte sua delle imprevedibili esplosioni di violenza. L'altro amico di Joseph, di nome David, destinato al sacerdozio, lo sottrae alla promiscuità della pensione, ma non riesce a incidere sulla rigidezza del suo protetto.
A complicare ulteriormente la situazione, vi è il triste caso di Simon, giovane di cultura raffinata, che si innamora di Joseph e che si toglie la vita allorché capisce che l'altro non sa neppur concepire rapporti di questo genere.
Un giorno arriva la giovane figlia dell'affittacamere, Moïra, ragazza troppo esuberante. La fanciulla, attorniata da tanti giovani maschi, accetta di collaborare a uno scherzo di cui la vittima sarà Joseph, sempre più isolato e chiuso in se stesso. Nonostante l'opposizione di Praileau, lo scherzo avviene e Joseph si trova da solo con la ragazza. Ne sarà conseguenza il risveglio della virilità del giovane, violenta prima, poi omicida.
Una fitta e prolungata tempesta di neve scandisce le ultime pagine del romanzo. E l'immacolato tappeto bianco riporterà Joseph alle sue responsabilità di uomo.

## La grafia del titolo
La prima edizione in italiano del romanzo, la Mondadori, porta in copertina il titolo scritto senza dieresi. Ciò ha dato vita a una doppia tradizione, per cui esistono edizioni con entrambe le possibilità. Invece l'edizione Corbaccio ripristina la grafia con dieresi. Problema apparentemente ozioso, se non teniamo conto di quanto scritto da Green nell'introdurre la sua storia:
Che Moïra sia altresì uno dei nomi dati dai greci al destino, è, questo, un incontro occasionale che io non ho cercato, ma di cui non saprei lamentarmi.»

## Edizioni italiane
- J. Green, Moïra, trad. di Giuseppe ravegnani, ed. Mondadori, 1957;
- J. Green, Moïra, trad. di Giuseppe ravegnani, ed. Corbaccio, 1994;